# Coredo
Coredo is een gemeente in de Italiaanse provincie Trente (regio Trentino-Zuid-Tirol) en telt 1570 inwoners (31-12-2004). De oppervlakte bedraagt 32,7 km², de bevolkingsdichtheid is 48 inwoners per km².

## Demografie
Coredo telt ongeveer 630 huishoudens. Het aantal inwoners steeg in de periode 1991-2001 met 11,9% volgens cijfers uit de tienjaarlijkse volkstellingen van ISTAT.
| Jaar | Inwoneraantal |
| ---- | ------------- |
| 1991 | 1323          |
| 2001 | 1481          |

## Geografie
Coredo grenst aan de volgende gemeenten: Romeno, Don, Sanzeno, Tramin an der Weinstraße (BZ), Smarano, Sfruz, Taio, Kurtatsch an der Weinstraße (BZ) en Tres.

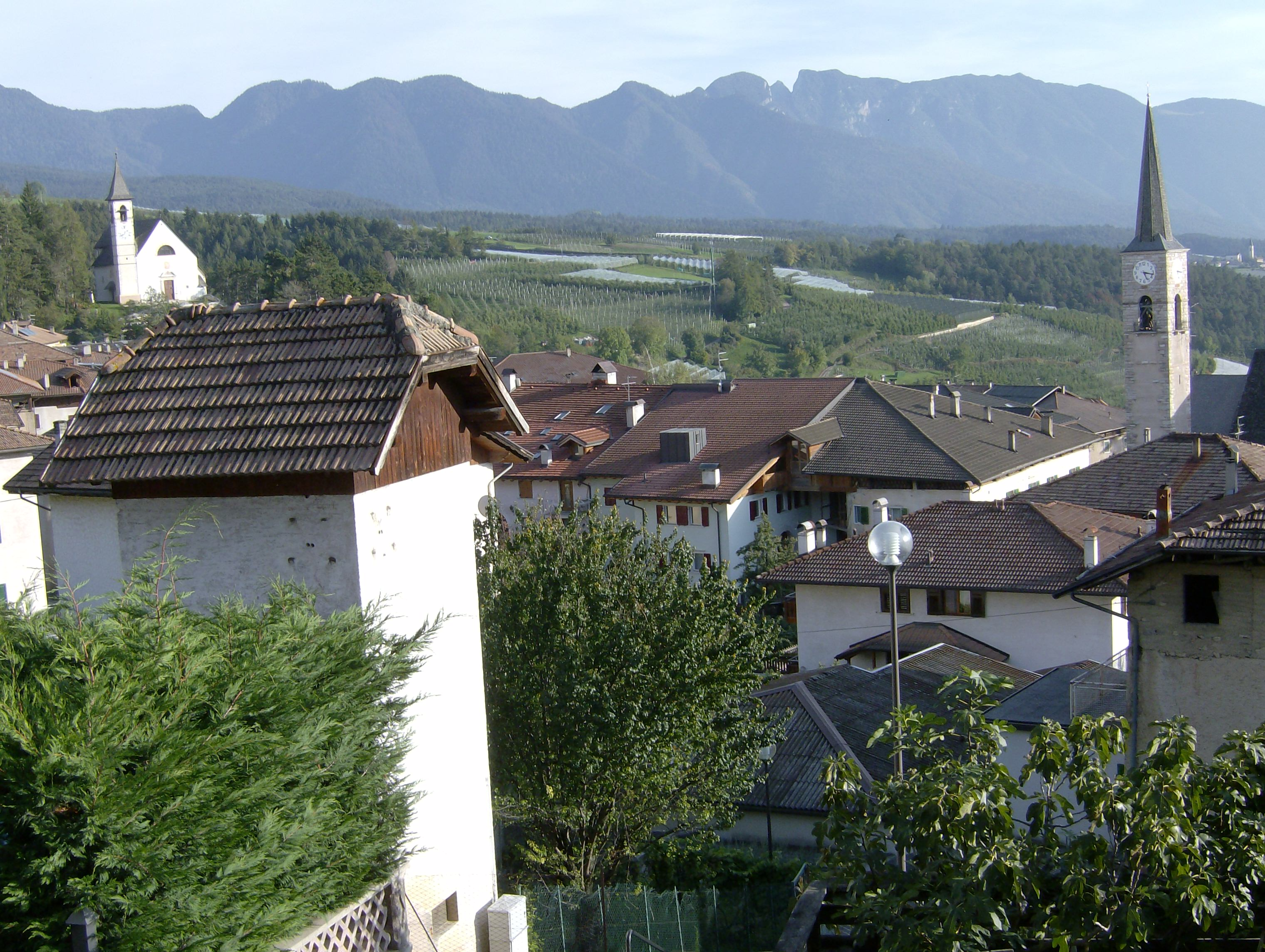
Dorp